# Єжовка (Ковилкінський район)
Єжо́вка (рос. Ежовка, ерз. Ёжка) — село у складі Ковилкінського району Мордовії, Росія. Входить до складу Троїцького сільського поселення.

## Географія
Розташоване на річці Кирпічьовці, за 20 км від районного центру та залізничної станції Ковилкіно.

## Походження назви
Першим поселенцем був мокша з дохристиянським іменем Йоже (мокш. Ёже). Єжовців досі своє село називають «Йожка веле» (мокш. Ёжка велесь), що означає «Йожкіне село». Ім'я Йоже нині зустрічається в мокшанських прізвищах Єжовки.

## Історія
У «Списку населених місць Пензенської губернії» (1869) Єжовка — село казенне з 75 дворів (556 осіб) Краснослободського повіту. У 1913 році в селі було 129 дворів (900 осіб), у 1930 році — 210 дворів (1161 осіб). У 1928 створено колгосп «Валда ян» («Світлий шлях»; голова — В. П. Нефетов), в 1961 році був об'єднаний з колгоспом «Гігант» (центральна садиба в селі Троїцьк), з 1991 році — ТОО «Гігант», з 2000 року — СГВК. У селі знаходиться риборозплідник «Єжовський». У сучасній інфраструктурі Єжовки — середня школа, бібліотека, Будинок культури, крамниця, медпункт, пам'ятник воїнам, полеглим у роки Другої світової війни.
До територіальної реформи Єжовка була адміністративним центром сільського поселення, куди входили села Потьма (65 осіб) та село Садовка (87 осіб).

## Населення
Населення — 157 осіб 2010; 206 у 2002).
Національний склад станом на 2002 рік:
- мордва — 92 %

## Відомі люди
- Сайгін Михайло Лук'янович — прозаїк.
- Кіжваткін М. П. — вчений-агроном.